# الفيزياء في عصر الحضارة الإسلامية

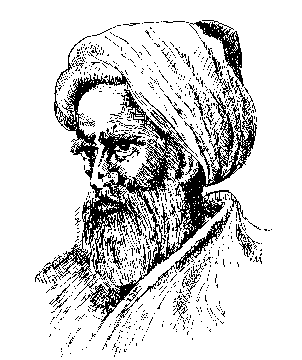
ابن الهيثم صاحب الاكتشافات في علم البصريات والإدراك البصري.

شهدت العلوم الطبيعية تطورات مختلفة خلال العصر الذهبي للإسلام (من منتصف القرن الثامن إلى منتصف القرن الثالث عشر تقريبًا)، مما أضاف عددًا من الابتكارات إلى انتقال الكلاسيكيات اليونانية (مثل أرسطو، بطليموس، إقليدس، الأفلاطونية الحديثة). خلال هذه الفترة، كان اللاهوت الإسلامي يشجع المفكرين على العثور على المعرفة. ومن المفكرين في هذه الفترة الفارابي وأبو بشر متى بن يونس وابن سينا والحسن بن الهيثم وابن باجة. كانت هذه الأعمال والتعليقات الهامة عليها منبع العلم خلال فترة القرون الوسطى. ترجمت إلى اللغة العربية، اللغة المشتركة لهذه الفترة.
كان العلم في عصر الحضارة الإسلامية قد ورث الفيزياء الأرسطية من الإغريق، وخلال العصر الذهبي الإسلامي طورتها أكثر. ومع ذلك، كان العالم الإسلامي يحظى باحترام أكبر للمعرفة المكتسبة من الملاحظة التجريبية، وكان يعتقد أن الكون تحكمه مجموعة واحدة من القوانين. أدى استخدامهم للملاحظة التجريبية إلى تكوين أشكال خام من المنهج العلمي. بدأت دراسة الفيزياء في العالم الإسلامي في العراق ومصر. تشمل مجالات الفيزياء التي تمت دراستها في هذه الفترة علم البصريات والميكانيكا (بما في ذلك علم السكون والديناميات وعلم الحركة والحركة) وعلم الفلك.

## الفيزياء
لقد ورث العلماء المسلمون الفيزياء الأرسطية من الإغريق، وخلال العصر الذهبي للإسلام طورتها أكثر، خاصة مع التركيز على الملاحظة والاستدلال المسبق، وتطوير أشكال مبكرة من المنهج العلمي. مع الفيزياء الأرسطية، كان يُنظر إلى الفيزياء على أنها أقل من العلوم الرياضية التجريبية، ولكن من منظور نظرية المعرفة الأكبر، كانت الفيزياء أعلى من علم الفلك؛ العديد من مبادئ الفيزياء الأرسطية مستمدة من الفيزياء والميتافيزيقا. كان الموضوع الأساسي للفيزياء، وفقًا لأرسطو، هو الحركة أو التغيير. كانت هناك ثلاثة عوامل مرتبطة بهذا التغيير، الشيء الأساسي، والعوز، والشكل. في الميتافيزيقيا، اعتقد أرسطو أن المحرك غير المتحرك كان مسؤولاً عن حركة الكون، والتي عمم الأفلاطونيون الجدد فيما بعد فكرة الكون الأبدي. جادل الكندي ضد فكرة الكون الأبدي من خلال الادعاء بأن أبدية العالم تهبط بالشخص في نوع مختلف من العبثية التي تنطوي على اللامتناهي. أكد الكندي أن الكون يجب أن يكون له أصل زمني لأن عبور لانهائي أمر مستحيل.
كان للفارابي من أولى التعليقات على ميتافيزيقيا أرسطو. في «أهداف أرسطو الميتافيزيقية»، يجادل الفارابي بأن الميتافيزيقيا ليست خاصة بالكائنات الطبيعية، ولكن في نفس الوقت، الميتافيزيقيا أعلى في الشمولية من الكائنات الطبيعية.

## البصريات

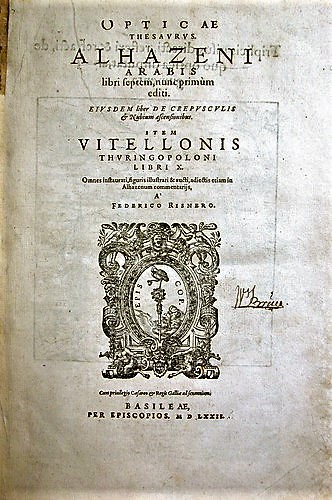
غلاف كتاب ابن الهيثم المناظر المترجم للاتينية.

تطور مجال واحد في الفيزياء أكثر من غيره، البصريات، بسرعة في هذه الفترة. بحلول القرن التاسع، كانت هناك أعمال في البصريات الفسيولوجية وكذلك انعكاسات المرآة والبصريات الهندسية والفيزيائية. في القرن الحادي عشر، لم يرفض ابن الهيثم الفكرة اليونانية عن الرؤية فحسب، بل توصل إلى نظرية جديدة.
كتب ابن سهل (940-1000)، عالم رياضيات وفيزيائي مرتبط ببلاط بغداد، أطروحة عن احتراق المرايا والعدسات في 984 أوضح فيها فهمه لكيفية انحناء المرايا والعدسات المنحنية وتركيز الضوء. يعود الفضل لابن سهل في اكتشاف قانون الانكسار، والذي يُسمى الآن قانون سنيل. استخدم هذا القانون لعمل أشكال العدسات التي تركز الضوء بدون انحرافات هندسية، والمعروفة باسم العدسات الشبه كروية.
ابن الهيثم (المعروف في أوروبا الغربية باسم الحسن أو الحازن) (965-1040)، غالبًا ما يُعتبر «أبو البصريات» ورائدًا في المنهج العلمي، صاغ «أول بديل شامل ومنهجي للنظريات البصرية اليونانية». افترض في كتابه «كتاب البصريات» أن الضوء ينعكس على أسطح مختلفة في اتجاهات مختلفة، مما يتسبب في توقيعات ضوئية مختلفة لشيء معين نراه. كان نهجًا مختلفًا عن ذلك الذي كان يعتقده العلماء اليونانيون سابقًا، مثل إقليدس أو بطليموس، الذين اعتقدوا أن الأشعة تنبعث من العين إلى جسم ما وتعود مرة أخرى. تمكن الهيثم، من خلال هذه النظرية الجديدة للبصريات، من دراسة الجوانب الهندسية لنظريات المخروط البصري دون شرح فسيولوجيا الإدراك. كما استخدم ابن الهيثم، في كتابه البصريات، الميكانيكا لمحاولة فهم البصريات. باستخدام المقذوفات، لاحظ أن الأجسام التي تصطدم بالهدف بشكل عمودي تمارس قوة أكبر بكثير من المقذوفات التي تصطدم بزاوية. طبق الهيثم هذا الاكتشاف على البصريات وحاول أن يشرح لماذا يؤذي الضوء المباشر العين، لأن الضوء المباشر يقترب بشكل عمودي وليس بزاوية مائلة. طور حجرة التصوير المظلمة لإثبات أن الضوء واللون من الشموع المختلفة يمكن أن يمر عبر فتحة واحدة في خطوط مستقيمة، دون أن يتداخل مع الفتحة. تم نقلت نظرياته إلى الغرب. أثرت أعماله على روجر باكون وجون بيكهام وويتلو، الذين استندوا إلى عمله ونقله في النهاية إلى كيبلر.
حاول تقي الدين الشامي دحض الاعتقاد السائد بأن الضوء ينبعث من العين وليس الشيء الذي يتم ملاحظته. وأوضح أنه إذا جاء الضوء من أعيننا بسرعة ثابتة، فسيستغرق الأمر وقتًا طويلاً لإضاءة النجوم حتى نتمكن من رؤيتها بينما لا نزال ننظر إليها، لأنها بعيدة جدًا. لذلك يجب أن تأتي الإضاءة من النجوم حتى نتمكن من رؤيتها بمجرد أن نفتح أعيننا.

## علم الفلك

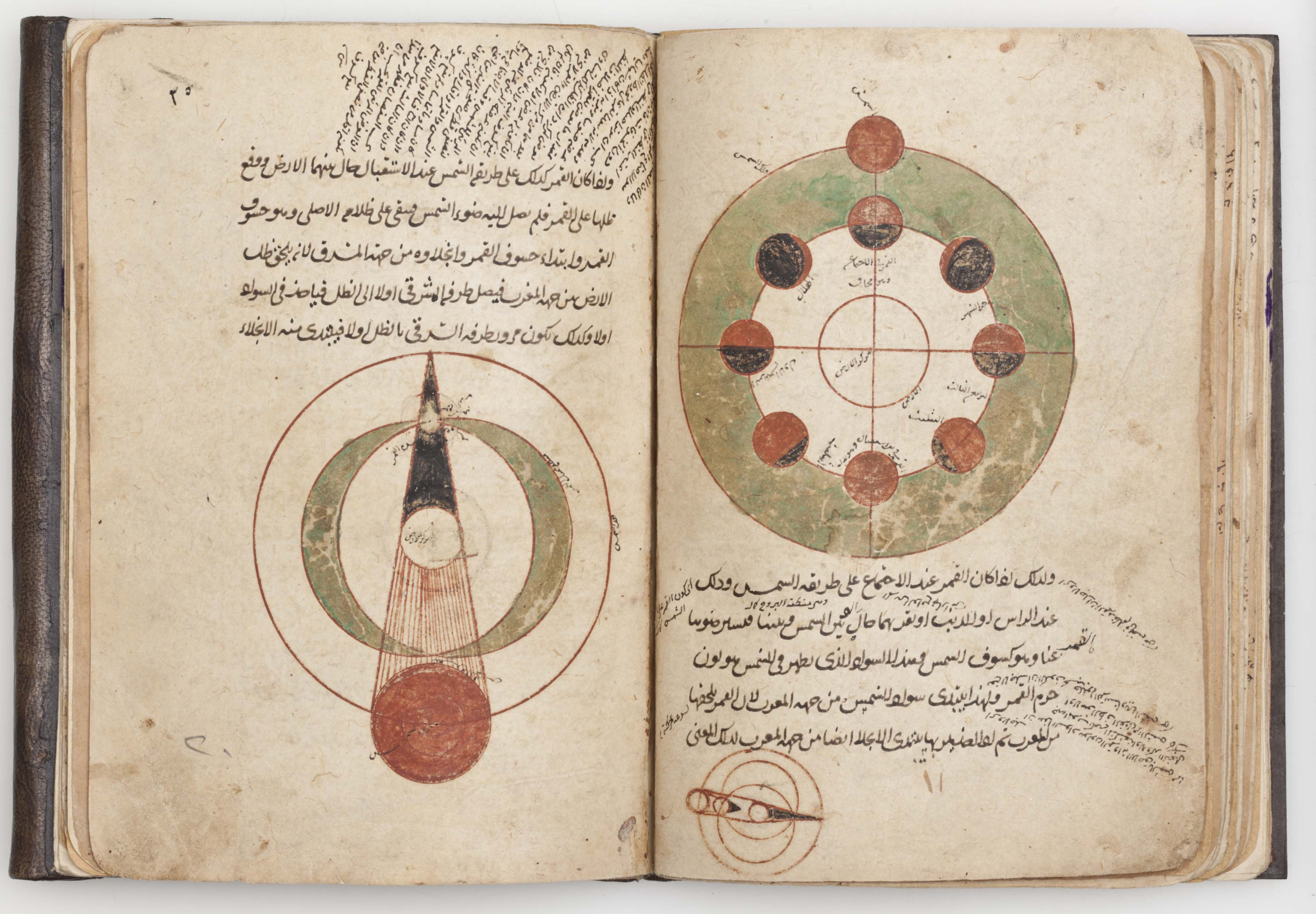
مخطوطة من القرن الرابع عشر الملخص في الحياة، أطروحة الجغميني في علم الفلك.

اعتمد الفهم الإسلامي للنموذج الفلكي على النظام البطلمي اليوناني. ومع ذلك، بدأ العديد من علماء الفلك الأوائل في التشكيك في النموذج. لم يكن دائمًا دقيقًا في تنبؤاته وكان شديد التعقيد لأن علماء الفلك كانوا يحاولون رياضيًا وصف حركة الأجرام السماوية. نشر ابن الهيثم «الشك على بطليموس»، الذي أوجز انتقاداته العديدة للنموذج البطلمي. شجع هذا الكتاب علماء الفلك الآخرين على تطوير نماذج جديدة لشرح الحركة السماوية بشكل أفضل من بطليموس. في كتاب المناظر لابن الهيثم، يجادل بأن الكرات السماوية لم تكن مصنوعة من مادة صلبة، وأن السماء أقل كثافة من هذا الهواء. استنتج الهيثم في النهاية أن الأجرام السماوية تتبع نفس قوانين الفيزياء مثل الأجرام الأرضية. وضع بعض علماء الفلك نظريات حول الجاذبية أيضًا، يقترح الخازني أن الجاذبية التي يحتويها جسم ما تختلف باختلاف المسافة التي تفصله عن مركز الكون. يشير مركز الكون في هذه الحالة إلى مركز الأرض.

## الميكانيكا

### نظرية الدفع
رفض يوحنا النحوي وجهة النظر الأرسطية للحركة، وجادل بأن الشيء يكتسب ميلًا للتحرك عندما يكون لديه قوة دافعة مؤثرة عليه. في القرن الحادي عشر، تبنى ابن سينا هذه الفكرة تقريبًا، معتقدًا أن الجسم المتحرك له قوة تتبدد بفعل عوامل خارجية مثل مقاومة الهواء. ميز ابن سينا بين «القوة» و«الميل» (يسمى «مايل»)، وادعى أن الشيء يكتسب ربما عندما يكون الكائن في معارضة لحركته الطبيعية. لذلك خلص إلى أن استمرار الحركة يرجع إلى الميل الذي ينتقل إلى الكائن، وأن هذا الكائن سيكون في حالة حركة حتى يتم إنفاق الميول. كما ادعى أن القذيفة في الفراغ لن تتوقف ما لم يتم التصرف بناءً عليها. يتوافق هذا المفهوم للحركة مع قانون نيوتن الأول للحركة، القصور الذاتي، والذي ينص على أن الجسم المتحرك سيبقى في حالة حركة ما لم يتم التصرف بناءً عليه بواسطة قوة خارجية. تم التخلي عن هذه الفكرة المخالفة عن وجهة النظر الأرسطية إلى أن وصفها جان بوريدان، الذي قد يكون متأثرًا بابن سينا، بـ«الدافع».

### التسارع
في ظلال نص أبو الريحان البيروني، أدرك أن الحركة غير المنتظمة هي نتيجة التسارع. حاولت نظرية ابن سينا في المايل أن تربط بين سرعة ووزن جسم متحرك، وهذه الفكرة تشبه إلى حد بعيد مفهوم الزخم. عارض البغدادي هذا وطور نظريته الخاصة في الحركة. أظهر في نظريته أن السرعة والتسارع شيئان مختلفان وأن القوة تتناسب طرديًا مع التسارع وليس السرعة.

### رد الفعل
اقترح ابن باجة أنه لكل قوة هناك دائمًا قوة رد فعل. بينما لم يحدد أن هذه القوى يجب أن تكون متساوية. إنها لا تزال نسخة مبكرة من قانون الحركة الثالث الذي ينص على أنه لكل فعل رد فعل مساوٍ في المقدار ومعاكس في الاتجاه.

## اقرأ أيضًا
- الخيمياء والكيمياء في عصر الحضارة الإسلامية
- علم الفلك في عصر الحضارة الإسلامية
- قائمة اختراعات المسلمين في العصور الوسطى
- العصر الذهبي للإسلام
- العلم في عصر الحضارة الإسلامية

## وصلات خارجية
- إسهامات علماء المسلمين في الفيزياء، موقع قصة الإسلام. (بالعربية)